# Disney's Blizzard Beach
Disney's Blizzard Beach es un parque acuático situado dentro de Walt Disney World Resort en el Lago Buena Vista.
El parque fue abierto el 1 de abril, de 1995 y fue el tercer parque acuático construido en Walt Disney World Resort, luego de Typhoon Lagoon y River Country. El tema del parque es la leyenda de Disney, esta cuenta que en esa área se desató una tormenta de nieve colosal, que llevó a construir el primer parque temático de Sky.
Poseen la mayoría de las atraccionas ubicadas sobre el monte Gushmore, una colina artificial con una elevación total de 220 pies, haciendo a este el 5 parque más alto de Florida. El monte Gushmore está dividido en tres cuestas con diferentes colores para ayudar a los visitantes a recorrer el parque: Verde, rojo y púrpura.
La “montaña” también sirve para ocultar las pipas del parque.
Toda el agua del parque se calienta en invierno con excepción de la de la cueva de hielo en Cross Country Creek.

## Green Slope

### Descripción
- Las atracciones de Green Slope (todas limitadas y poseedoras de agua) se encuentran en el punto más alto del monte Gushmore. Pueden ser visitadas a pie, o por el teleférico. El teleférico solo ofrece un paseo de una sola dirección, pero hay excepción con los visitantes que poseen discapacidades físicas.

### Atracciones
- Slush Gusher
- Summit Plummet
- Team Boat Springs

## Purple Slope

### Descripción
- Para tener acceso a las atracciones de Purple Slope (que posee dos caminos similares a las pistas de carrera, de ida y vuelta) se debe subir por el camino que pasa por al lado de la piscina de Downhill Double Dipper.

### Atracciones
- Downhill Double Dipper
- Snow Stormers
- Toboggan Racers

## Red Slope

### Descripción
- Red Slope se encuentra en el área más pequeña del parque, por lo que solo contiene una atracción (Una atracción con varios toboganes colosales, pero no está diseñada para competir debido a la diferencia de tamaños entre ellos).

### Atracciones
- Runoff Rapids

## Ground Level

### Atracciones
- Melt Away Bay
- Cross Country Creek
- Ski Patrol
- Tike's Peak
- Chairlift

### Gastronomía
- Avalunch
- Frostbite Freddie's
- Lottawatta Lodge
- Sled Dogger
- The Cooling Hut
- The Warming Hut
  - En los bares y restaurantes no se sirven alcohol ni envases de vidrio

### Tiendas
- North Pearl
- Snowless Joe's
- The Beach Haus